# Rhacocarpus uleanus
Rhacocarpus uleanus là một loài rêu trong họ Rhacocarpaceae. Loài này được (Müll. Hal.) Paris mô tả khoa học đầu tiên năm 1900.